# 赫德维赫斯·马杜罗
赫德维赫斯·马杜罗（荷蘭語：Hedwiges Maduro，1985年2月13日—），荷蘭足球運動員，司職中場。

## 生平

### 阿積士
马杜罗先世乃加勒比海的小島阿魯巴人。起先他是效力荷蘭一些小型球會，及後才加盟阿積士。在阿積士未入選一隊前，马杜罗被當選為球會最有價值新人。2004-05年球季升上一隊，之後還入選國家隊，首場比賽乃國家隊對賽羅馬尼亞（2005年3月）。
2005-06年球季马杜罗已是球會正選，贏得了2006年荷蘭杯。其後還入選國家隊出賽2006年世界杯，在分組賽對阿根廷的聯賽中上陣。

### 華倫西亞
2008年1月他轉投西甲爭標分子華倫西亞。因時值冬季轉會，馬杜羅加盟首季只上陣了11場比賽，但卻隨隊贏得西班牙國王盃。
2008年夏季因入選國家隊參加奧運，狀態下滑，馬杜羅在2008-09年球季早段，未有上陣機會。及後才站穩正選，上陣了22場比賽，並於2009年4月25日對陣巴塞羅那時入1球，協助球隊2-2打和。
在效力晚期，由於傷患問題，上陣次數大減，其中在2011-12年球季，更只上陣7場。

### 西維爾
在與華倫西亞合約屆滿時，馬杜羅拒絕續約，並於2012年夏季加盟西維爾，轉會費全免。
加盟首季上陣26場，協助西維爾獲得聯賽第九位。但在翌季，馬杜羅幾乎沒上陣機會。

### PAOK
2014年1月2日，馬杜羅藉冬季轉會期，與希臘球會PAOK簽約兩年半。但整體上馬杜羅上陣機會甚少，於2014-15年球季，只上陣11場，更因傷患，要返回母會阿積士。

### 格羅寧根
2015年8月26日，馬杜羅返回荷甲，與格羅寧根簽約。

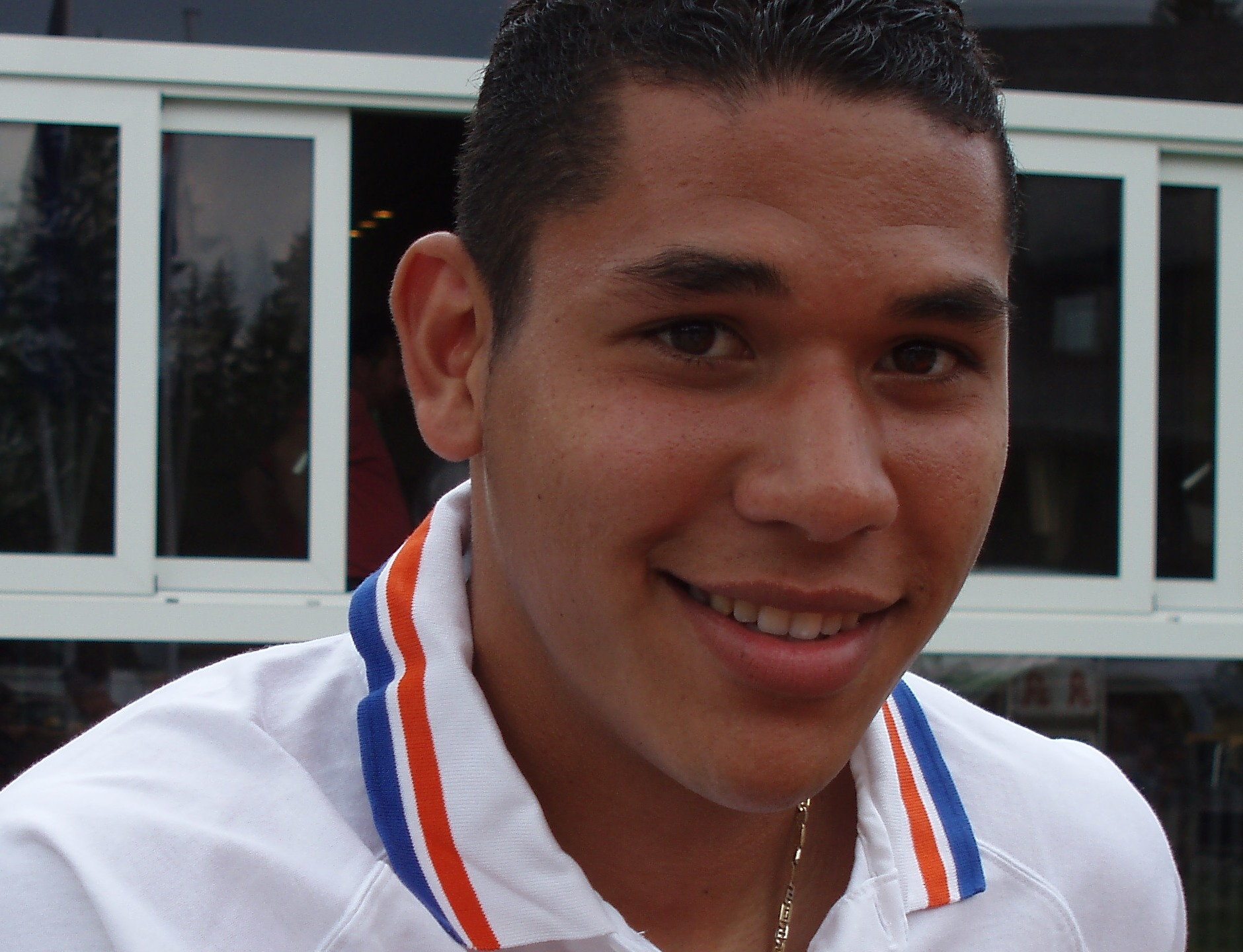
马杜罗攝於德國世界杯

1. ↑   (PDF). FIFA: 19. 21 March 2014. （原始内容 (PDF)存档于10 June 2019）.